# Liste der Einträge im National Register of Historic Places im Kinney County
Die Liste der Registered Historic Places im Kinney County führt alle Bauwerke und historischen Stätten im texanischen Kinney County auf, die in das National Register of Historic Places aufgenommen wurden.

## Aktuelle Einträge
| Lfd. Nr. | Name im NRHP                  | Bild | Datum der Eintragung | Adresse/Lage   | Ort           | NRHP-ID  | Beschreibung |
| -------- | ----------------------------- | ---- | -------------------- | -------------- | ------------- | -------- | ------------ |
| 1        | 1911 Kinney County Courthouse |      | 22. März 2004        | 501 S. Ann St. | Brackettville | 04000230 |              |
| 2        | Fort Clark Historic District  |      | 6. Dez. 1979         | Off U.S. 90    | Brackettville | 79002990 |              |